# أرناؤوط
الأرناؤوط أو الأرناؤود وهو في الأصل اسم يطلق على سكان ألبانيا (بلاد البلقان) والواقعة على بحر البندقية (الأدرياتيكي) بعد اليونان كان ينطق ارناؤودس باللغة اليونانية ثم حور إلى أرناؤوط بالتركية، ومع الغزو العثماني للبلاد العربية هاجر الكثير من أبناء هذه القومية شأنهم شأن الشركس والبوشناق والأباظة إلى أنحاء الإيالات العثمانية وقد استوطنوها واندمجوا مع السكان ولا يزال بعضهم يحتفظون بلقبهم الأرناؤوطي ولذا نجد الاسم في سوريا ولبنان وفلسطين والعراق والأردن ومصر وتونس والجزائر وليبيا.

## انتقال المصطلح إلى اللغات أخرى
دخل مصطلح الأرناؤوط أيضًا إلى اللغة العربية باعتباره اسمًا أجنبيًا للمجتمعات الألبانية التي استقرت في بلاد الشام خلال العصر العثماني وما بعده وخاصة بالنسبة للمقيمين في سوريا. تم أيضًا استعارة مصطلح Arnaut (Арнаут) بصيغة الجمع: Arnauti (Арнаути) إلى اللغات السلافية الجنوبية في البلقان مثل البلغارية وفي اللغة الصربية، اكتسب المصطلح أيضًا دلالات تحقير فيما يتعلق بالألبان.
في أوكرانيا، يُعرف أيضًا الألبان الذين عاشوا في بودجاك [الإنجليزية] والذين استقروا لاحقًا في منطقة آزوف الساحلية في مقاطعة زاباروجيا باسم أرناؤوط. يوجد في مدينة أوديسا شارعين: شارع أرناؤوط الكبير وشارع أرناؤوط الصغير.

## الجنود العثمانيون الألبان
تاريخيًا، استخدم المصطلح التركي أرناؤوط كمصطلح أجنبي، على سبيل المثال من قبل بعض الأوروبيين الغربيين كمرادف للألبان الذين تم توظيفهم كجنود في الجيش العثماني. في الرومانية، استخدمت كلمة أرناؤوط بطريقة مماثلة منذ القرن الثامن عشر على الأقل للمرتزقة الألبان الذين يرتدون الزي التقليدي والذين تم تعيينهم إما من قبل حكام الولايات الرومانية كحراس للبلاط، أو من قبل البويار كحراس شخصيين.
كان يُطلق على المتطوعين الألبان ومشاة الخيالة اسم الأرناؤوط في مصر، وكانوا موضع تقدير كبير في الجيش المصري، خاصة لدورهم التقليدي كمناوشين وخبراء في القتال الجبلي ووحدات الدوريات والحراسة الشخصية.

## أشخاص لقبوا بالأرناؤوط
- شعيب الأرنؤوط
- عبد القادر الأرناؤوط
- يوسف شاكير الأرناووطي
- محمد ناصر الدين الألباني
- عمر أرناؤوط
- مامي أرناؤوط (قائد بحري جزائري اعتنق الإسلام، عاش في القرن السادس عشر)
- نهاد رضا